# Commission régionale du patrimoine et des sites
Dans chaque région française, il existait une commission régionale du patrimoine et des sites (CRPS), qui a été remplacée par la Commission régionale du patrimoine et de l'architecture (CRPA). 
Les commissions régionales du patrimoine et des sites avaient été créées, sur proposition du rapporteur sénatorial Philippe Richert (président du groupe d’étude sénatorial sur le patrimoine architectural), par la loi no 97-179 du 28 février 1997,. Elles remplacent les « commissions régionales du patrimoine historique, archéologique et ethnologiques » et les « collèges régionaux du patrimoine et des sites ». La loi du 28 février 1997 a par ailleurs institué une possibilité d’appel, auprès du Préfet de Région, de l’avis conforme de l’Architecte des bâtiments de France.
Les CRPS étaient régies par l'article L. 612-1 et les articles R.612-1 à R.612-9 du code du patrimoine. 
Présidée par le préfet de région, elle comprenaient trente-deux membres, dont entre autres le directeur régional des affaires culturelles (DRAC), le conservateur régional des Monuments historiques (CRMH), des élus locaux, des personnalités qualifiées et des représentants d'associations de défense du patrimoine. 
Les commissions régionales du patrimoine et des sites avaient un rôle consultatif. Elles donnaient notamment leur avis dans les procédures de classement ou d'inscription des monuments historiques quand il s'agit de biens immobiliers, mais aussi dans la constitution ou la modification des zones de protection du patrimoine architectural, urbain et paysager et des secteurs sauvegardés. 
La commission conseille également le préfet quand, pour certaines décisions en matière d'urbanisme ou de travaux sur un monument historique, l'avis de l'Architecte des bâtiments de France (ABF) est contesté. Dans ces cas-là, la commission se réunit en formation restreinte en présence de l'ABF qui présente son dossier et explicite son avis, de l'architecte conseil du département et de la personne ayant formé le recours. 
On relèvera toutefois que la CRPS n’est pas qualifiée pour instruire les dossiers relatifs aux sites naturels. La loi du 28 février 1997 n'a donc pas mis fin à tous les clivages ministériels.
À la suite de la loi relative à la liberté de la création, à l'architecture et au patrimoine du 7 juillet 2016 la commission  du patrimoine et des sites et la commission départementale des objets mobiliers sont fusionnées. Il est créé une commission régionale du patrimoine et de l'architecture